# Monika Kircher

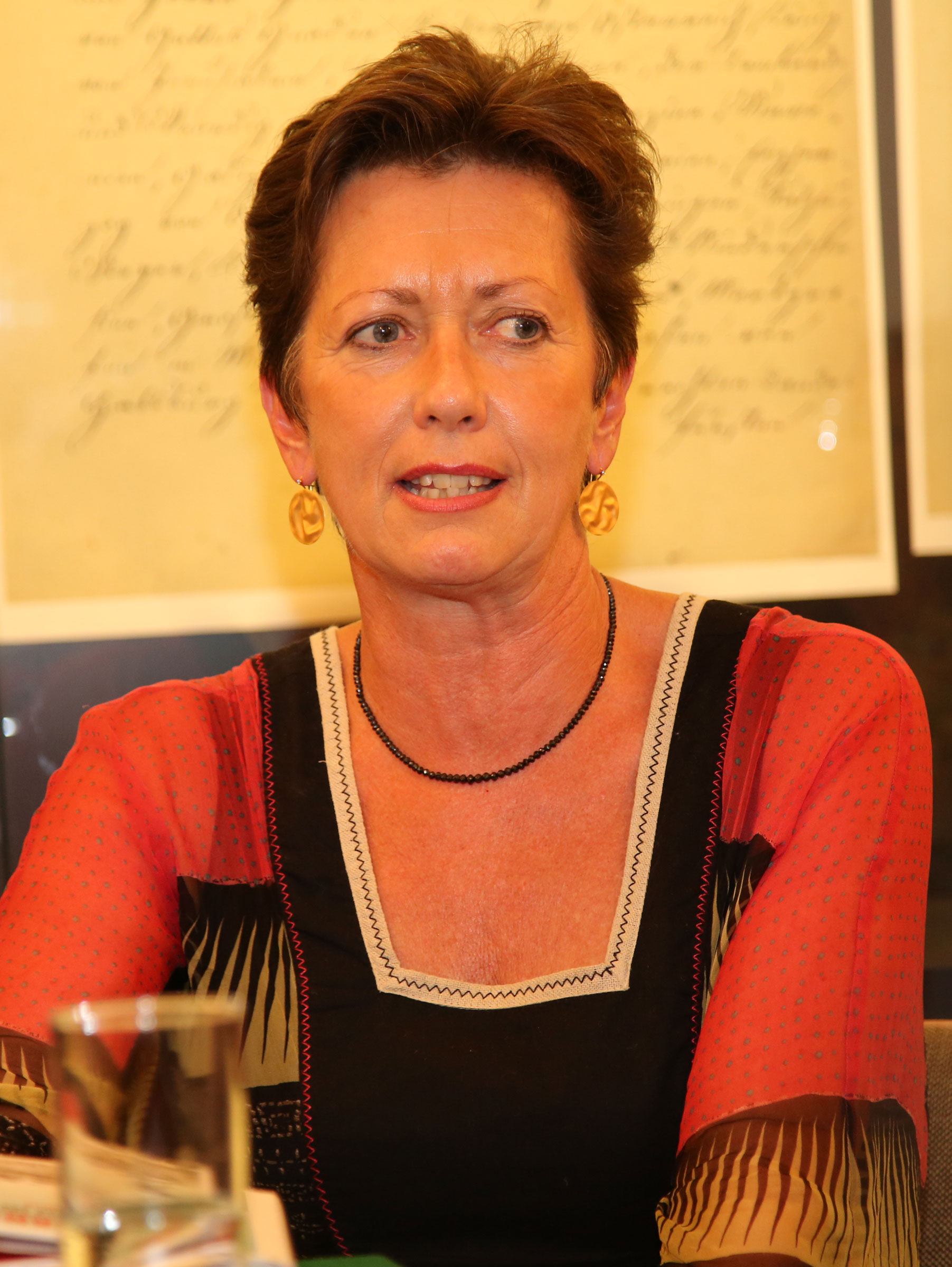
Monika Kircher (2015)

Monika Kircher, auch Monika Kircher-Kohl, (* 8. Juli 1957 in Spittal an der Drau) ist eine österreichische Managerin und Politikerin (SPÖ). Von 1991 bis 2001 war sie Vizebürgermeisterin der Stadt Villach und von 2007 bis 2014 Vorstandsvorsitzende der Infineon Technologies Austria AG.

## Leben
Monika Kircher studierte von 1975 bis 1980 an der Wirtschaftsuniversität Wien Handelswissenschaften. Anschließend ging sie für ihre Doktorarbeit für eineinhalb Jahre nach Mexiko, wo sie im Kulturinstitut der österreichischen Botschaft tätig war, verwarf die Dissertation jedoch. Von 1981 bis 1988 war sie Geschäftsführerin der Kärntner Regionalstelle des Österreichischen Informationsdienstes für Entwicklungspolitik (ÖIE), von 1988 bis 1991 war sie als freiberufliche Beraterin und Lehrbeauftragte an der Universität Klagenfurt tätig.
1991 bis 2001 war sie als Vizebürgermeisterin der Stadt Villach für Finanzen und Wirtschaft, Personal, Kultur, Schule, Jugend und Frauen zuständig.
Ab April 2001 war sie als Mitglied des Vorstandes der Infineon Technologies Austria AG für Finanzen, Forschung und Personal verantwortlich. 2006 übernahm sie die Leitung des Infineon-Standortes Villach, ab Juni 2007 war sie Vorstandsvorsitzende des Unternehmens. Ende März 2014 schied Kircher aus dem Vorstand aus, ihr folgte Sabine Herlitschka als Vorstandsvorsitzende nach.
2011 unterstützte sie die Initiative für ein Bildungsvolksbegehren von Hannes Androsch. In den Medien war sie 2014 als mögliche SPÖ-Wissenschaftsministerin genannt worden. 2016 wurde sie als mögliche SPÖ-Bildungsministerin genannt.
Den Zweitnamen Kohl strich Kircher nach ihrer zweiten Heirat im Mai 2012.
Kircher ist Mitglied in den Aufsichtsräten der RWE AG, der Austrian Airlines AG (bis Juni 2019) und der Andritz AG, der KELAG-Kärntner Elektrizitäts-AG und der Siemens AG Österreich sowie Aufsichtsratsvorsitzende der Kärntner Energieholding Beteiligungs GmbH und Vorsitzende des Kuratoriums des Kärntner Landesmuseums.
Anfang 2019 wurde sie vom Industriemagazin auf der Liste der einflussreichsten Frauen der österreichischen Wirtschaft unter den Top 10 genannt. Im Juli 2019 wurde die von ihr initiierte Kunst- und Kulturstiftung in Kärnten präsentiert.

## Auszeichnungen
- 2007: Nominierung durch Die Presse zur Österreicherin des Jahres in der Kategorie Wirtschaft[15]
- 2008: WU-Managerin des Jahres[16]
- 2010: Ehrendoktorat der Universität Salzburg[17][18]
- 2014: Großes Goldenes Ehrenzeichen für Verdienste um die Republik Österreich[2]
- 2014: Großes Goldenes Ehrenzeichen des Landes Kärnten[2]
- 2021: Primus-Preis der Kleinen Zeitung für das Lebenswerk[19][20][21]
- Verleihung des Berufstitels Kommerzialrätin[18]